# Proiezioni quotate
Le proiezioni quotate sono un tipo particolare di proiezioni ortogonali e consistono in un metodo di rappresentazione utilizzato principalmente in topografia.

Proiezione quotata

Dette anche proiezioni topografiche, queste si basano principalmente su due operazioni fondamentali:
- sezioni multiple dell'oggetto da rappresentare, con un numero adeguato di piani paralleli ed equidistanti tra loro;
- proiezione ortogonale di tali sezioni su un piano di riferimento, anch'esso parallelo ai precedenti, detto piano di quadro.

Le figure geometriche generate sul quadro da queste operazioni (in genere curve) sono dette isoipse o curve di livello. Ad ognuna di esse viene associata una quota rispetto ad un piano di riferimento, o allorché trattasi di oggetti geografici la quota rispetto al livello del mare.